# Saint-Louis-du-Sud
Saint-Louis-du-Sud (Haitianisch-Kreolisch Sen Lwi disid) ist eine Gemeinde im Département Sud von Haiti.

## Geschichte
Als zeitweilig englischer Stützpunkt mit dem Namen Baie Cromwell im Jahr 1698 gegründet, erhielt der Ort unter seinem heutigen Namen im Jahr 1720 den offiziellen Gemeindestatus in der französischen Kolonie Saint-Domingue.
Das prosperierende Gemeinwesen, das seine Seeverbindungen für den Handel mit Tabak, Zucker und Indigo nutzte, wurde durch einen tropischen Wirbelsturm im Jahr 1737 völlig zerstört.

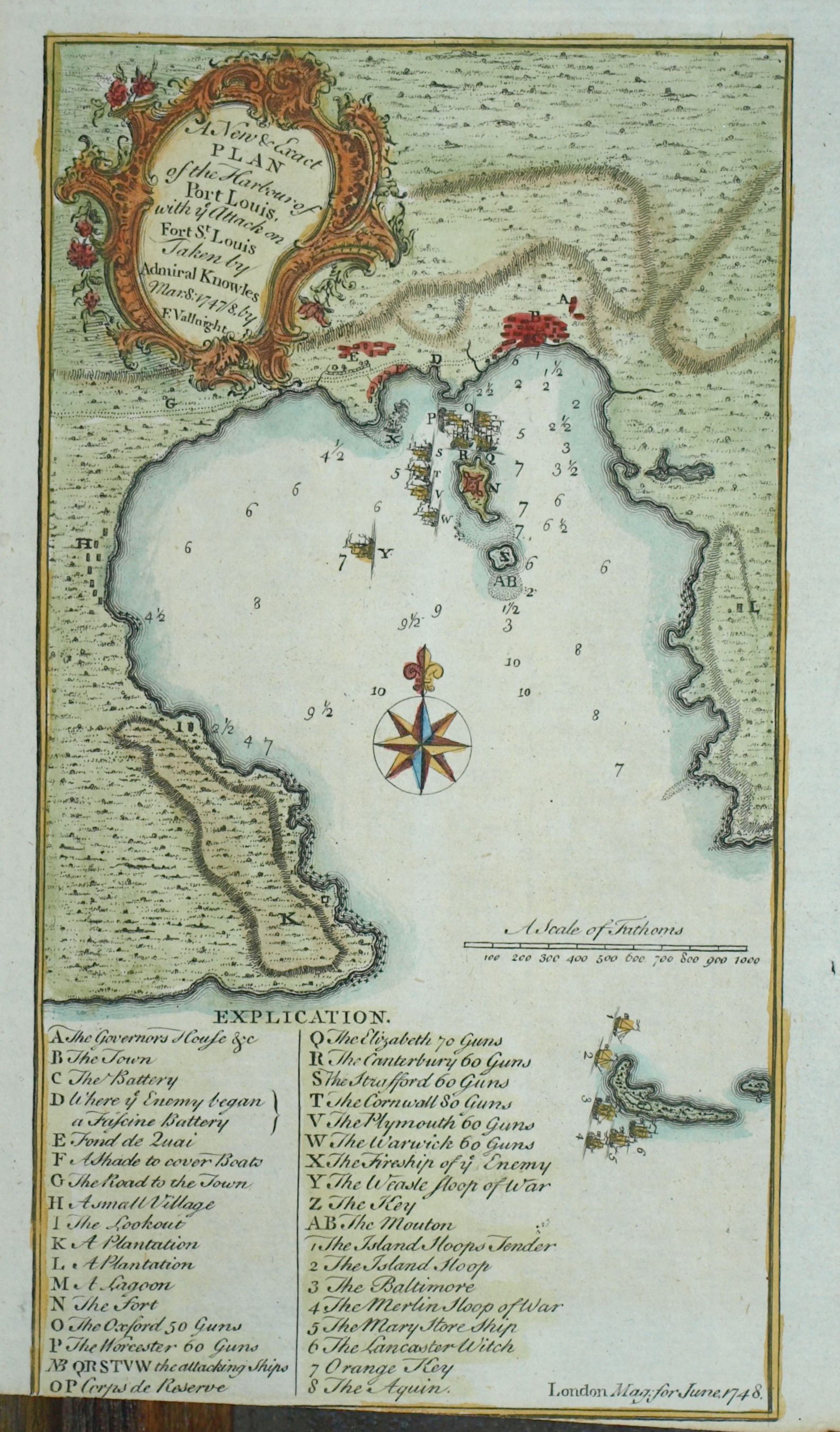
Plan des Gefechts (1748)

Am 22. März 1748 kam es bei Saint-Louis-de-Sud zu einem Gefecht, das als „Schlacht von Saint-Louis-de-Sud“ Bekanntheit erlangte. Britische und französische Einheiten kämpften im Rahmen des Österreichischen Erbfolgekriegs und es gelang den Briten, die Franzosen aus ihrem Fort zu vertreiben.
Im Jahr 1791 wurde Saint-Louis-de-Sud Schauplatz heftiger Auseinandersetzungen im Rahmen der gewaltsamen Aufstände der Sklaven gegen die Kolonialherren.
Während der blutigen Kämpfe zur Wiederherstellung der Republik in den 1870er Jahren wurde die Gemeinde im Jahr 1878 nochmals Schauplatz bemerkenswerter Gefechte.
Am 14. August 2021 erschütterte ein Erdbeben der Stärke 7,2 (Richterskala) die Region. Das Epizentrum lag in Saint-Louis-du-Sud, wo es zu Schäden an Gebäuden und der Infrastruktur kam.

## Lage und Beschreibung
Neben dem Ortszentrum Ville de Saint-Louis-du-Sud bestehen acht Gemeindebezirke:
1. De Grand Fond mit Carème, Chara, Grenodière, La Cour, Litasse, Pied Ferme und Raymond Connet,
2. Baie Dumesle mit Bas Dufort, Cajou, Chaumette, Desconville, Figuier, Grande Savane, Lany, Mahot, Marcelin, Mesle, Philippeau, Sable, Sanon und Tesson,
3. Grenodière mit Anglade, Barreau, Bellevue, Ca Folie, Jeannot, Malval, Meyance und Nicolas,
4. Zanglais mit Brodequin, Manioc, Morisseau und Saint Georges,
5. Sucrerie Henri mit Ca Matelle, Jalousie, La Hatte, Nan Borne und Terre Neuve,
6. Solon mit Béré, Cassamajor, Cyrille, Grand Bois, Tibarra, Trois Frères und Valbrune,
7. Cherette mit Découverte, Grand Fond, La Cour, Miseau, Raymond Connet, Risque und Sénaille sowie
8. Corail Henri mit Madame Louis.

Die Route Nationale RN-2 verbindet Saint-Louis-du-Sud entlang der Küste mit Les Cayes im Westen (35 Kilometer) und Aquin im Osten (27 Kilometer).
In der Gemeinde besteht ein Seehafen, den Küstenschiffe von bis zu 50 Metern Länge bei einer Wassertiefe von über 12 Metern anlaufen können.
Die Ruinen des früheren, im Jahr 1792 erbauten und 1748 von den Briten eingenommenen französischen Fort Saint-Louis sind eine Touristenattraktion.